# Чемпионат мира по хоккею с шайбой среди молодёжных команд 2020
Чемпионат мира по хоккею с шайбой среди молодёжных команд 2020 — 44-й турнир молодёжного чемпионата мира под эгидой ИИХФ, который прошёл в чешских городах Острава и Тршинец с 26 декабря 2019 года по 5 января 2020 года. Этот турнир стал вторым в истории Остравы и первым в истории Тршинеца. Победителем турнира в 18-й раз в своей истории стала сборная Канады, одолевшая в финале команду России. Бронзовыми призёрами стали хоккеисты сборной Швеции.

## Арены
| Ostravar Арена Вместимость: 10 004 | Werk Арена Вместимость: 5200 |
| ---------------------------------- | ---------------------------- |
|                                    |                              |
| Чехия — Острава                    | Чехия — Тршинец              |

## Сборные
| Северная Америка США* Канада* Европа Россия* Финляндия* Швейцария* | Швеция* Чехия× Словакия* Германия^ Азия Казахстан* |  |

* = 8 команд автоматически квалифицируются в высший дивизион по итогам чемпионата мира 2019 года
^ = Команда перешла в высший дивизион по итогам первого дивизиона чемпионата мира 2019 года
× = Квалифицировались как хозяева чемпионата

## Судьи
ИИХФ утвердила 12 главных и 10 линейных судей для обслуживания матчей чемпионата мира по хоккею с шайбой среди молодёжных команд 2020 года.
| Главные судьи - Майкл Кэмпбелл - Иван Фатеев - Андреас Харнебринг - Ласси Хейккинен - Ольдржих Гейдук - Фрейзер Лоуренс - Шон Макфарлейн - Сергей Морозов - Владимир Пешина - Андре Шрадер - Михаэль Черриг - Кристиан Викман | Линейные судьи - Райли Боулз - Маркус Хягерстрём - Коди Хасеби - Вит Ледерер - Людвиг Лундгрен - Йонас Мертен - Тобиас Нордландер - Давид Обвегесер - Никита Шалагин - Шимон Сынек |  |

| Страна    | Судья              | Матчи | Штраф | Штраф за матч |
| --------- | ------------------ | ----- | ----- | ------------- |
| Германия  | Андре Шрадер       | 5     | 199   | 39,8          |
| Канада    | Майкл Кэмпбелл     | 5     | 184   | 36,8          |
| Финляндия | Ласси Хейккинен    | 5     | 148   | 29,6          |
| Чехия     | Ольдржих Гейдук    | 5     | 94    | 23,5          |
| США       | Шон Макфарлейн     | 4     | 153   | 38,25         |
| Канада    | Фрейзер Лоуренс    | 4     | 137   | 34,25         |
| Россия    | Иван Фатеев        | 4     | 132   | 33            |
| Швеция    | Андреас Харнебринг | 4     | 113   | 28,25         |
| Россия    | Сергей Морозов     | 4     | 93    | 23,25         |
| Чехия     | Владимир Пешина    | 4     | 92    | 23            |
| Швейцария | Михаэль Черриг     | 3     | 115   | 38,3          |
| Финляндия | Кристиан Викман    | 3     | 64    | 21,3          |

| Страна    | Судья             | Матчи |
| --------- | ----------------- | ----- |
| США       | Райли Боулз       | 5     |
| Финляндия | Маркус Хягерстрём | 5     |
| Канада    | Коди Хасеби       | 5     |
| Чехия     | Вит Ледерер       | 5     |
| Швеция    | Людвиг Лундгрен   | 5     |
| Германия  | Йонас Мертен      | 5     |
| Швеция    | Тобиас Нордландер | 5     |
| Швейцария | Давид Обвегесер   | 5     |
| Россия    | Никита Шалагин    | 5     |
| Словакия  | Шимон Сынек       | 5     |

Данные на 3 января 10:00 (UTC)

## Предварительный раунд
|  | Команды, выходящие в четвертьфинал      |
|  | Команды, выходящие в утешительный раунд |

### Группа A
| М | Сборная   | И | В | ВО | ПО | П | ШЗ | ШП | РШ  | О  |
| - | --------- | - | - | -- | -- | - | -- | -- | --- | -- |
| 1 | Швеция    | 4 | 3 | 1  | 0  | 0 | 20 | 8  | +12 | 11 |
| 2 | Швейцария | 4 | 3 | 0  | 0  | 1 | 19 | 12 | +7  | 9  |
| 3 | Финляндия | 4 | 2 | 0  | 1  | 1 | 19 | 10 | +9  | 7  |
| 4 | Словакия  | 4 | 1 | 0  | 0  | 3 | 8  | 22 | -14 | 3  |
| 5 | Казахстан | 4 | 0 | 0  | 0  | 4 | 7  | 21 | -14 | 0  |

Время местное (UTC+1:00).
| 26 декабря 2019 15:00 | Швейцария | 5:3 (2:1, 1:2, 2:0) | Казахстан | Werk Арена Зрителей: 1397 |

| Отчёт | Отчёт                           | Отчёт                                                                                         | Отчёт                         | Отчёт                                                                          |
| --- | ------------------------------- | --------------------------------------------------------------------------------------------- | ----------------------------- | ------------------------------------------------------------------------------ |
| |                                 |                                                                                               |                               |                                                                                |
| | Лука Холленштайн — 00:00-60:00  | Вратари                                                                                       | 00:00-60:00 — Владислав Нурек | Судьи: Ольдржих Гейдук Кристиан Викман Линейные судьи: Райли Боулз Коди Хасеби |
| | Голы:                           |                                                                                               |                               | Судьи: Ольдржих Гейдук Кристиан Викман Линейные судьи: Райли Боулз Коди Хасеби |
| Мэттью Вербун — 02:49 Жереми Гербер (бол.) — 18:51 (Д. Эбишер) Йоэль Зальцгебер — 30:37 Джан-Марко Веттер — 48:55 (Д. Эбишер, К. Сопа) Мэттью Вербун — 53:54 | 1:0 1:1 2:1 2:2 3:2 3:3 4:3 5:3 | 15:10 — Максим Мусоров (О. Бойко) 24:54 — Руслан Дёмин (К. Бондаренко) 35:39 — Максим Мусоров |                               | Судьи: Ольдржих Гейдук Кристиан Викман Линейные судьи: Райли Боулз Коди Хасеби |
| |                                 |                                                                                               |                               | Судьи: Ольдржих Гейдук Кристиан Викман Линейные судьи: Райли Боулз Коди Хасеби |
| |                                 |                                                                                               |                               | Судьи: Ольдржих Гейдук Кристиан Викман Линейные судьи: Райли Боулз Коди Хасеби |
| |                                 |                                                                                               |                               | Судьи: Ольдржих Гейдук Кристиан Викман Линейные судьи: Райли Боулз Коди Хасеби |
| 8 мин | Штраф                           | 6 мин                                                                                         |                               | Судьи: Ольдржих Гейдук Кристиан Викман Линейные судьи: Райли Боулз Коди Хасеби |
| |                                 |                                                                                               |                               |                                                                                |
| | 34                              | Броски                                                                                        | 19                            |                                                                                |

| 26 декабря 2019 19:00 | Швеция | 3:2 (OT) (0:1, 1:1, 1:0, 1:0) | Финляндия | Werk Арена Зрителей: 4471 |

| Отчёт | Отчёт                         | Отчёт                                                                             | Отчёт                       | Отчёт                                                                            |
| --- | ----------------------------- | --------------------------------------------------------------------------------- | --------------------------- | -------------------------------------------------------------------------------- |
| |                               |                                                                                   |                             |                                                                                  |
| | Хуго Альнефельт — 00:00-64:55 | Вратари                                                                           | 00:00-64:55 — Юстус Аннунен | Судьи: Майкл Кэмпбелл Сергей Морозов Линейные судьи: Йонас Мертен Никита Шалагин |
| | Голы:                         |                                                                                   |                             | Судьи: Майкл Кэмпбелл Сергей Морозов Линейные судьи: Йонас Мертен Никита Шалагин |
| Нильс Хёгландер — 21:05 (С. Фагемо) Самуэль Фагемо — 54:51 (Н. Хёгландер) Александр Хольц (бол.) — 64:55 (Й. Берггрен) | 0:1 :1 1:2 :2 3:2             | 16:21 — Патрик Пуйстола (А. Хонка, К. Танус) 33:35 — Кристиан Танус (П. Пуйстола) |                             | Судьи: Майкл Кэмпбелл Сергей Морозов Линейные судьи: Йонас Мертен Никита Шалагин |
| |                               |                                                                                   |                             | Судьи: Майкл Кэмпбелл Сергей Морозов Линейные судьи: Йонас Мертен Никита Шалагин |
| |                               |                                                                                   |                             | Судьи: Майкл Кэмпбелл Сергей Морозов Линейные судьи: Йонас Мертен Никита Шалагин |
| |                               |                                                                                   |                             | Судьи: Майкл Кэмпбелл Сергей Морозов Линейные судьи: Йонас Мертен Никита Шалагин |
| 10 мин | Штраф                         | 12 мин                                                                            |                             | Судьи: Майкл Кэмпбелл Сергей Морозов Линейные судьи: Йонас Мертен Никита Шалагин |
| |                               |                                                                                   |                             |                                                                                  |
| | 48                            | Броски                                                                            | 25                          |                                                                                  |

| 27 декабря 2019 15:00 | Словакия | 3:1 (0:0, 1:1, 2:0) | Казахстан | Werk Арена Зрителей: 4915 |

| Отчёт | Отчёт                        | Отчёт                                      | Отчёт                                                       | Отчёт                                                                            |
| --- | ---------------------------- | ------------------------------------------ | ----------------------------------------------------------- | -------------------------------------------------------------------------------- |
| |                              |                                            |                                                             |                                                                                  |
| | Самуэль Главай — 00:00-60:00 | Вратари                                    | 00:00-59:27 — Владислав Нурек 59:53-60:00 — Владислав Нурек | Судьи: Андре Шрадер Михаэль Черриг Линейные судьи: Вит Ледерер Тобиас Нордландер |
| | Голы:                        |                                            |                                                             | Судьи: Андре Шрадер Михаэль Черриг Линейные судьи: Вит Ледерер Тобиас Нордландер |
| Оливер Окульяр (бол.) — 24:49 (С. Княжко, М. Чайкович) Даниэль Ткач — 57:04 (М. Мразик, Д. Мудрак) Роберт Джуган (п.в.) — 59:53 (Д. Мудрак) | 1:0 1:1 2:1 3:1              | 29:43 — Максим Мусоров (бол.) (Д. Бутенко) |                                                             | Судьи: Андре Шрадер Михаэль Черриг Линейные судьи: Вит Ледерер Тобиас Нордландер |
| |                              |                                            |                                                             | Судьи: Андре Шрадер Михаэль Черриг Линейные судьи: Вит Ледерер Тобиас Нордландер |
| |                              |                                            |                                                             | Судьи: Андре Шрадер Михаэль Черриг Линейные судьи: Вит Ледерер Тобиас Нордландер |
| |                              |                                            |                                                             | Судьи: Андре Шрадер Михаэль Черриг Линейные судьи: Вит Ледерер Тобиас Нордландер |
| 24 мин | Штраф                        | 20 мин                                     |                                                             | Судьи: Андре Шрадер Михаэль Черриг Линейные судьи: Вит Ледерер Тобиас Нордландер |
| |                              |                                            |                                                             |                                                                                  |
| | 24                           | Броски                                     | 23                                                          |                                                                                  |

| 28 декабря 2019 15:00 | Финляндия | 8:1 (2:0, 5:1, 1:0) | Словакия | Werk Арена Зрителей: 4915 |

| Отчёт | Отчёт                               | Отчёт                                             | Отчёт                                                        | Отчёт                                                                          |
| --- | ----------------------------------- | ------------------------------------------------- | ------------------------------------------------------------ | ------------------------------------------------------------------------------ |
| |                                     |                                                   |                                                              |                                                                                |
| | Юстус Аннунен — 00:00-60:00         | Вратари                                           | 00:00-34:51 — Самуэль Вылетелка 34:51-60:00 — Самуэль Главай | Судьи: Иван Фатеев Ольдржих Гейдук Линейные судьи: Райли Боулз Давид Обвегесер |
| | Голы:                               |                                                   |                                                              | Судьи: Иван Фатеев Ольдржих Гейдук Линейные судьи: Райли Боулз Давид Обвегесер |
| Патрик Пуйстола (бол.) — 04:52 (Й. Оден, К. Танус) Аку Рятю — 13:21 (Аа. Рятю, С. Ранта) Йоонас Оден (бол.) — 27:15 (П. Пуйстола, К. Танус) Аату Рятю — 28:26 (М. Маччелли, Л. Киллинен) Микко Кокконен — 33:14 (С. Ранта) Ээмил Эрхольц — 34:51 (Л. Томсон, К. Ноусиайнен) Аку Рятю — 39:30 (М. Маччелли, В. Хейнола) Вилле Петман — 52:03 (С. Хатакка) | 1:0 2:0 3:0 4:0 5:0 6:0 6:1 7:1 8:1 | 36:34 — Роберт Джуган (бол.) (Д. Ткач, Д. Мудрак) |                                                              | Судьи: Иван Фатеев Ольдржих Гейдук Линейные судьи: Райли Боулз Давид Обвегесер |
| |                                     |                                                   |                                                              | Судьи: Иван Фатеев Ольдржих Гейдук Линейные судьи: Райли Боулз Давид Обвегесер |
| |                                     |                                                   |                                                              | Судьи: Иван Фатеев Ольдржих Гейдук Линейные судьи: Райли Боулз Давид Обвегесер |
| |                                     |                                                   |                                                              | Судьи: Иван Фатеев Ольдржих Гейдук Линейные судьи: Райли Боулз Давид Обвегесер |
| 10 мин | Штраф                               | 18 мин                                            |                                                              | Судьи: Иван Фатеев Ольдржих Гейдук Линейные судьи: Райли Боулз Давид Обвегесер |
| |                                     |                                                   |                                                              |                                                                                |
| | 40                                  | Броски                                            | 26                                                           |                                                                                |

| 28 декабря 2019 19:00 | Швейцария | 2:5 (0:2, 1:3, 1:0) | Швеция | Werk Арена Зрителей: 4109 |

| Отчёт                                                                                          | Отчёт                                                      | Отчёт | Отчёт                         | Отчёт                                                                            |
| ---------------------------------------------------------------------------------------------- | ---------------------------------------------------------- | --- | ----------------------------- | -------------------------------------------------------------------------------- |
|                                                                                                |                                                            | |                               |                                                                                  |
|                                                                                                | Лука Холленштайн — 00:00-29:02 Стефан Шарлен — 29:02-60:00 | Вратари | 00:00-60:00 — Хуго Альнефельт | Судьи: Шон Макфарлейн Андре Шрадер Линейные судьи: Маркус Хягерстрём Вит Ледерер |
|                                                                                                | Голы:                                                      | |                               | Судьи: Шон Макфарлейн Андре Шрадер Линейные судьи: Маркус Хягерстрём Вит Ледерер |
| Жильян Колер (бол.) — 39:47 (В. Нуссбаумер, Я. Мозер) Нико Гросс — 54:09 (Ж. Колер, М. Вербун) | 0:1 0:2 0:3 0:4 0:5 1:5 2:5                                | 03:25 — Самуэль Фагемо (В. Сёдерстрём) 09:58 — Самуэль Фагемо (Н. Хёгландер) 21:28 — Нильс Хёгландер (бол.) (Н. Лундквист, Р. Сандин) 29:02 — Карл Хенрикссон (Л. Рэймонд, А. Гиннинг) 34:12 — Лукас Рэймонд (бол.) (Й. Берггрен, А. Хольц) |                               | Судьи: Шон Макфарлейн Андре Шрадер Линейные судьи: Маркус Хягерстрём Вит Ледерер |
|                                                                                                |                                                            | |                               | Судьи: Шон Макфарлейн Андре Шрадер Линейные судьи: Маркус Хягерстрём Вит Ледерер |
|                                                                                                |                                                            | |                               | Судьи: Шон Макфарлейн Андре Шрадер Линейные судьи: Маркус Хягерстрём Вит Ледерер |
|                                                                                                |                                                            | |                               | Судьи: Шон Макфарлейн Андре Шрадер Линейные судьи: Маркус Хягерстрём Вит Ледерер |
| 10 мин                                                                                         | Штраф                                                      | 16 мин |                               | Судьи: Шон Макфарлейн Андре Шрадер Линейные судьи: Маркус Хягерстрём Вит Ледерер |
|                                                                                                |                                                            | |                               |                                                                                  |
|                                                                                                | 27                                                         | Броски | 27                            |                                                                                  |

| 29 декабря 2019 15:00 | Казахстан | 1:7 (1:2, 0:2, 0:3) | Финляндия | Werk Арена Зрителей: 3012 |

| Отчёт                                                   | Отчёт                          | Отчёт | Отчёт                        | Отчёт                                                                                 |
| ------------------------------------------------------- | ------------------------------ | --- | ---------------------------- | ------------------------------------------------------------------------------------- |
|                                                         |                                | |                              |                                                                                       |
|                                                         | Роман Калмыков — 00:00-60:00   | Вратари | 00:00-60:00 — Кари Пииройнен | Судьи: Фрейзер Лоуренс Владимир Пешина Линейные судьи: Людвиг Лундгрен Никита Шалагин |
|                                                         | Голы:                          | |                              | Судьи: Фрейзер Лоуренс Владимир Пешина Линейные судьи: Людвиг Лундгрен Никита Шалагин |
| Андрей Буяльский (бол.) — 10:13 (Ю. Асуханов, Р. Дёмин) | 0:1 :1 1:2 1:3 1:4 1:5 1:6 1:7 | 06:01 — Патрик Пуйстола (бол.) (К. Танус, В. Хейнола) 14:31 — Кристиан Танус (Й. Оден, П. Пуйстола) 20:54 — Матиас Маччелли (бол.) (Л. Томсон) 32:37 — Аату Рятю (Аку Рятю, В. Хейнола) 47:06 — Патрик Пуйстола (Й. Оден) 53:49 — Микко Кокконен (Т. Утунен) 57:58 — Ким Ноусиайнен (М. Маччелли, Л. Киллинен) |                              | Судьи: Фрейзер Лоуренс Владимир Пешина Линейные судьи: Людвиг Лундгрен Никита Шалагин |
|                                                         |                                | |                              | Судьи: Фрейзер Лоуренс Владимир Пешина Линейные судьи: Людвиг Лундгрен Никита Шалагин |
|                                                         |                                | |                              | Судьи: Фрейзер Лоуренс Владимир Пешина Линейные судьи: Людвиг Лундгрен Никита Шалагин |
|                                                         |                                | |                              | Судьи: Фрейзер Лоуренс Владимир Пешина Линейные судьи: Людвиг Лундгрен Никита Шалагин |
| 10 мин                                                  | Штраф                          | 18 мин |                              | Судьи: Фрейзер Лоуренс Владимир Пешина Линейные судьи: Людвиг Лундгрен Никита Шалагин |
|                                                         |                                | |                              |                                                                                       |
|                                                         | 22                             | Броски | 34                           |                                                                                       |

| 30 декабря 2019 15:00 | Казахстан | 2:6 (0:1, 1:4, 1:1) | Швеция | Werk Арена Зрителей: 2375 |

| Отчёт                                                     | Отчёт                           | Отчёт | Отчёт                         | Отчёт                                                                          |
| --------------------------------------------------------- | ------------------------------- | --- | ----------------------------- | ------------------------------------------------------------------------------ |
|                                                           |                                 | |                               |                                                                                |
|                                                           | Владислав Нурек — 00:00-60:00   | Вратари | 00:00-60:00 — Йеспер Элиассон | Судьи: Ласси Хейккинен Ольдржих Гейдук Линейные судьи: Райли Боулз Шимон Сынек |
|                                                           | Голы:                           | |                               | Судьи: Ласси Хейккинен Ольдржих Гейдук Линейные судьи: Райли Боулз Шимон Сынек |
| Олег Бойко — 31:38 Максим Мусоров — 53:57 (Т. Гайтамиров) | 0:1 0:2 0:3 0:4 0:5 1:5 1:6 2:6 | 15:12 — Самуэль Фагемо (Н. Хёгландер, Р. Сандин) 22:37 — Самуэль Фагемо (бол.) (Р. Сандин, Н. Лундквист) 24:08 — Линус Эберг (Л. Нессен) 27:40 — Нильс Хёгландер (бол.) (Д. Густафссон) 30:57 — Йонатан Берггрен (бол.) (А. Хольц, Н. Пашич) 51:13 — Лукас Рэймонд (К. Хенрикссон, Н. Лундквист) |                               | Судьи: Ласси Хейккинен Ольдржих Гейдук Линейные судьи: Райли Боулз Шимон Сынек |
|                                                           |                                 | |                               | Судьи: Ласси Хейккинен Ольдржих Гейдук Линейные судьи: Райли Боулз Шимон Сынек |
|                                                           |                                 | |                               | Судьи: Ласси Хейккинен Ольдржих Гейдук Линейные судьи: Райли Боулз Шимон Сынек |
|                                                           |                                 | |                               | Судьи: Ласси Хейккинен Ольдржих Гейдук Линейные судьи: Райли Боулз Шимон Сынек |
| 8 мин                                                     | Штраф                           | 4 мин |                               | Судьи: Ласси Хейккинен Ольдржих Гейдук Линейные судьи: Райли Боулз Шимон Сынек |
|                                                           |                                 | |                               |                                                                                |
|                                                           | 19                              | Броски | 35                            |                                                                                |

| 30 декабря 2019 19:00 | Словакия | 2:7 (0:3, 1:2, 1:2) | Швейцария | Werk Арена Зрителей: 4915 |

| Отчёт                                                                                                | Отчёт                                                        | Отчёт | Отчёт                          | Отчёт                                                                          |
| --- | ------------------------------------------------------------ | --- | ------------------------------ | ------------------------------------------------------------------------------ |
| |                                                              | |                                |                                                                                |
| | Самуэль Главай — 00:00-14:49 Самуэль Вылетелка — 14:49-60:00 | Вратари | 00:00-60:00 — Лука Холленштайн | Судьи: Майкл Кэмпбелл Владимир Пешина Линейные судьи: Вит Ледерер Йонас Мертен |
| | Голы:                                                        | |                                | Судьи: Майкл Кэмпбелл Владимир Пешина Линейные судьи: Вит Ледерер Йонас Мертен |
| Мартин Фашко-Рудаш (мен.) — 38:34 (О. Окульяр) Роберт Джуган (бол.) — 46:37 (М. Чайкович, Д. Мудрак) | 0:1 0:2 0:3 0:4 1:4 1:5 2:5 2:6 2:7                          | 07:55 — Жильян Колер (Т. Берни, В. Нуссбаумер) 10:04 — Жильян Колер (бол.) (В. Нуссбаумер, Я. Мозер) 14:49 — Валентин Нуссбаумер (М. Вербун) 33:21 — Симон Кнак (Г. Жобен) 39:55 — Сандро Шмид (Д. Эбишер, М. Вербун) 50:09 — Мика Хенауэр (бол.) (В. Нуссбаумер, Я. Мозер) 52:27 — Мэттью Вербун (Ж. Колер) |                                | Судьи: Майкл Кэмпбелл Владимир Пешина Линейные судьи: Вит Ледерер Йонас Мертен |
| |                                                              | |                                | Судьи: Майкл Кэмпбелл Владимир Пешина Линейные судьи: Вит Ледерер Йонас Мертен |
| |                                                              | |                                | Судьи: Майкл Кэмпбелл Владимир Пешина Линейные судьи: Вит Ледерер Йонас Мертен |
| |                                                              | |                                | Судьи: Майкл Кэмпбелл Владимир Пешина Линейные судьи: Вит Ледерер Йонас Мертен |
| 12 мин                                                                                               | Штраф                                                        | 14 мин |                                | Судьи: Майкл Кэмпбелл Владимир Пешина Линейные судьи: Вит Ледерер Йонас Мертен |
| |                                                              | |                                |                                                                                |
| | 29                                                           | Броски | 26                             |                                                                                |

| 31 декабря 2019 15:00 | Швеция | 6:2 (3:0, 2:0, 1:2) | Словакия | Werk Арена Зрителей: 4154 |

| Отчёт | Отчёт                           | Отчёт                                                                                         | Отчёт                        | Отчёт                                                                           |
| --- | ------------------------------- | --------------------------------------------------------------------------------------------- | ---------------------------- | ------------------------------------------------------------------------------- |
| |                                 |                                                                                               |                              |                                                                                 |
| | Хуго Альнефельт — 00:00-60:00   | Вратари                                                                                       | 00:00-60:00 — Самуэль Главай | Судьи: Фрейзер Лоуренс Андре Шрадер Линейные судьи: Коди Хасеби Давид Обвегесер |
| | Голы:                           |                                                                                               |                              | Судьи: Фрейзер Лоуренс Андре Шрадер Линейные судьи: Коди Хасеби Давид Обвегесер |
| Александр Хольц — 08:59 (В. Сёдерстрём, Л. Рэймонд) Албин Эрикссон — 09:14 (К. Хенрикссон, О. Бек) Филип Бруберг (мен.) — 13:16 (Л. Нессен) Оскар Бек — 25:08 (А. Гиннинг, Й. Берггрен) Александр Хольц (бол.) — 36:09 (В. Сёдерстрём, Й. Берггрен) Самуэль Фагемо (бол.) — 59:44 (Н. Хёгландер) | 1:0 2:0 3:0 4:0 5:0 5:1 5:2 6:2 | 45:17 — Кристиан Ковачик (бол.) (О. Окульяр, М. Стаха) 58:03 — Роберт Джуган (М. Фашко-Рудаш) |                              | Судьи: Фрейзер Лоуренс Андре Шрадер Линейные судьи: Коди Хасеби Давид Обвегесер |
| |                                 |                                                                                               |                              | Судьи: Фрейзер Лоуренс Андре Шрадер Линейные судьи: Коди Хасеби Давид Обвегесер |
| |                                 |                                                                                               |                              | Судьи: Фрейзер Лоуренс Андре Шрадер Линейные судьи: Коди Хасеби Давид Обвегесер |
| |                                 |                                                                                               |                              | Судьи: Фрейзер Лоуренс Андре Шрадер Линейные судьи: Коди Хасеби Давид Обвегесер |
| 14 мин | Штраф                           | 20 мин                                                                                        |                              | Судьи: Фрейзер Лоуренс Андре Шрадер Линейные судьи: Коди Хасеби Давид Обвегесер |
| |                                 |                                                                                               |                              |                                                                                 |
| | 42                              | Броски                                                                                        | 18                           |                                                                                 |

| 31 декабря 2019 19:00 | Финляндия | 2:5 (1:0, 1:3, 0:2) | Швейцария | Werk Арена Зрителей: 1573 |

| Отчёт                                                                                              | Отчёт                                                   | Отчёт | Отчёт                       | Отчёт                                                                                      |
| -------------------------------------------------------------------------------------------------- | ------------------------------------------------------- | --- | --------------------------- | ------------------------------------------------------------------------------------------ |
| |                                                         | |                             |                                                                                            |
| | Юстус Аннунен — 00:00-58:01 Юстус Аннунен — 59:48-60:00 | Вратари | 00:00-60:00 — Стефан Шарлен | Судьи: Андреас Харнебринг Сергей Морозов Линейные судьи: Людвиг Лундгрен Тобиас Нордландер |
| | Голы:                                                   | |                             | Судьи: Андреас Харнебринг Сергей Морозов Линейные судьи: Людвиг Лундгрен Тобиас Нордландер |
| Анттони Хонка (бол.) — 12:49 (В. Хейнола, К. Танус) Йоонас Оден — 28:33 (Л. Томсон, К. Ноусиайнен) | 1:0 1:1 1:2 :2 2:3 2:4 2:5                              | 20:19 — Фабиан Берри (С. Шмид) 22:18 — Гаэтан Жобен (Д. Эбишер, С. Патри) 36:03 — Фабиан Берри (Дж.-М. Веттер, С. Шмид) 50:03 — Симон Кнак (Т. Берни, Д. Эбишер) 59:48 — Валентин Нуссбаумер (мен.)(п.в.) |                             | Судьи: Андреас Харнебринг Сергей Морозов Линейные судьи: Людвиг Лундгрен Тобиас Нордландер |
| |                                                         | |                             | Судьи: Андреас Харнебринг Сергей Морозов Линейные судьи: Людвиг Лундгрен Тобиас Нордландер |
| |                                                         | |                             | Судьи: Андреас Харнебринг Сергей Морозов Линейные судьи: Людвиг Лундгрен Тобиас Нордландер |
| |                                                         | |                             | Судьи: Андреас Харнебринг Сергей Морозов Линейные судьи: Людвиг Лундгрен Тобиас Нордландер |
| 6 мин                                                                                              | Штраф                                                   | 8 мин |                             | Судьи: Андреас Харнебринг Сергей Морозов Линейные судьи: Людвиг Лундгрен Тобиас Нордландер |
| |                                                         | |                             |                                                                                            |
| | 38                                                      | Броски | 22                          |                                                                                            |

### Группа B
| М | Сборная  | И | В | ВО | ПО | П | ШЗ | ШП | РШ  | О |
| - | -------- | - | - | -- | -- | - | -- | -- | --- | - |
| 1 | Канада   | 4 | 3 | 0  | 0  | 1 | 17 | 13 | +4  | 9 |
| 2 | США      | 4 | 2 | 1  | 0  | 1 | 17 | 13 | +4  | 8 |
| 3 | Россия   | 4 | 2 | 0  | 0  | 2 | 16 | 8  | +8  | 6 |
| 4 | Чехия    | 4 | 1 | 0  | 1  | 2 | 12 | 18 | -6  | 4 |
| 5 | Германия | 4 | 1 | 0  | 0  | 3 | 9  | 19 | -10 | 3 |

Время местное (UTC+1:00).
| 26 декабря 2019 15:00 | Чехия | 4:3 (2:2, 2:1, 0:0) | Россия | Ostravar Арена Зрителей: 8693 |

| Отчёт | Отчёт                       | Отчёт | Отчёт                                                     | Отчёт                                                                             |
| --- | --------------------------- | --- | --------------------------------------------------------- | --------------------------------------------------------------------------------- |
| |                             | |                                                           |                                                                                   |
| | Лукаш Достал — 00:00-60:00  | Вратари | 00:00-40:00 — Ярослав Аскаров 40:00-59:07 — Амир Мифтахов | Судьи: Фрейзер Лоуренс Шон Макфарлейн Линейные судьи: Давид Обвегесер Шимон Сынек |
| | Голы:                       | |                                                           | Судьи: Фрейзер Лоуренс Шон Макфарлейн Линейные судьи: Давид Обвегесер Шимон Сынек |
| Шимон Кубичек (бол.) — 02:46 (Я. Йеник, М. Теплы) Ян Мышак — 07:41 (М. Теплы) Матей Блюмель — 25:31 Ян Йеник (бол.) — 37:25 (М. Теплы, Я. Шир) | 1:0 2:0 2:1 2:2 3:2 3:3 4:3 | 10:19 — Егор Замула (А. Хованов, Г. Денисенко) 14:32 — Василий Подколзин (К. Марченко, А. Романов) 26:16 — Егор Замула (Д. Воронков, Н. Александров) |                                                           | Судьи: Фрейзер Лоуренс Шон Макфарлейн Линейные судьи: Давид Обвегесер Шимон Сынек |
| |                             | |                                                           | Судьи: Фрейзер Лоуренс Шон Макфарлейн Линейные судьи: Давид Обвегесер Шимон Сынек |
| |                             | |                                                           | Судьи: Фрейзер Лоуренс Шон Макфарлейн Линейные судьи: Давид Обвегесер Шимон Сынек |
| |                             | |                                                           | Судьи: Фрейзер Лоуренс Шон Макфарлейн Линейные судьи: Давид Обвегесер Шимон Сынек |
| 12 мин | Штраф                       | 26 мин |                                                           | Судьи: Фрейзер Лоуренс Шон Макфарлейн Линейные судьи: Давид Обвегесер Шимон Сынек |
| |                             | |                                                           |                                                                                   |
| | 22                          | Броски | 36                                                        |                                                                                   |

| 26 декабря 2019 19:00 | Канада | 6:4 (0:2, 3:0, 3:2) | США | Ostravar Арена Зрителей: 8693 |

| Отчёт | Отчёт                                   | Отчёт | Отчёт                                                 | Отчёт                                                                                       |
| --- | --------------------------------------- | --- | ----------------------------------------------------- | ------------------------------------------------------------------------------------------- |
| |                                         | |                                                       |                                                                                             |
| | Николас Доус — 00:00-60:00              | Вратари | 00:00-58:14 — Спенсер Найт 58:50-60:00 — Спенсер Найт | Судьи: Андреас Харнебринг Ласси Хейккинен Линейные судьи: Маркус Хягерстрём Людвиг Лундгрен |
| | Голы:                                   | |                                                       | Судьи: Андреас Харнебринг Ласси Хейккинен Линейные судьи: Маркус Хягерстрём Людвиг Лундгрен |
| Коннор Макмайкл — 23:31 (А. Томас) Барретт Хэйтон (бол.) — 26:34 (А. Лафреньер) Нолан Фут (бол.) — 33:03 (Т. Смит) Барретт Хэйтон (бол.) — 50:47 (А. Лафреньер, Дж. Велено) Алекси Лафреньер — 56:49 Тай Делландреа (п.в.) — 58:50 (А. Лафреньер) | 0:1 0:2 1:2 2:2 3:2 4:2 4:3 4:4 5:4 6:4 | 03:10 — Шейн Пинто (бол.) (З. Джонс, Б. Бринк) 18:32 — Артур Калиев (бол.) (Т. Зеграс, А. Тюркотт) 52:45 — Николас Робертсон (О. Вальстрём, Ш. Пинто) 56:42 — Шейн Пинто (бол.) (Н. Робертсон) |                                                       | Судьи: Андреас Харнебринг Ласси Хейккинен Линейные судьи: Маркус Хягерстрём Людвиг Лундгрен |
| |                                         | |                                                       | Судьи: Андреас Харнебринг Ласси Хейккинен Линейные судьи: Маркус Хягерстрём Людвиг Лундгрен |
| |                                         | |                                                       | Судьи: Андреас Харнебринг Ласси Хейккинен Линейные судьи: Маркус Хягерстрём Людвиг Лундгрен |
| |                                         | |                                                       | Судьи: Андреас Харнебринг Ласси Хейккинен Линейные судьи: Маркус Хягерстрём Людвиг Лундгрен |
| 10 мин | Штраф                                   | 10 мин |                                                       | Судьи: Андреас Харнебринг Ласси Хейккинен Линейные судьи: Маркус Хягерстрём Людвиг Лундгрен |
| |                                         | |                                                       |                                                                                             |
| | 32                                      | Броски | 32                                                    |                                                                                             |

| 27 декабря 2019 19:00 | Германия | 3:6 (1:2, 2:2, 0:2) | США | Ostravar Арена Зрителей: 5013 |

| Отчёт | Отчёт                              | Отчёт | Отчёт                      | Отчёт                                                                         |
| --- | ---------------------------------- | --- | -------------------------- | ----------------------------------------------------------------------------- |
| |                                    | |                            |                                                                               |
| | Тобиас Анчичка — 00:00-60:00       | Вратари | 00:00-60:00 — Дастин Вольф | Судьи: Иван Фатеев Владимир Пешина Линейные судьи: Никита Шалагин Шимон Сынек |
| | Голы:                              | |                            | Судьи: Иван Фатеев Владимир Пешина Линейные судьи: Никита Шалагин Шимон Сынек |
| Джон-Джейсон Петерка (бол.) — 02:32 (Т. Штюцле, Д. Бокк) Джон-Джейсон Петерка (бол.) — 22:53 (М. Зайдер, Д. Бокк) Доминик Бокк — 28:36 (Дж. Шюц, Л. Райхель) | 1:0 1:1 1:2 :2 3:2 3:3 3:4 3:5 3:6 | 07:04 — Джордан Харрис (Т. Зеграс, А. Калиев) 18:37 — Зак Джонс (Т. Зеграс, Ш. Пинто) 34:16 — Шейн Пинто (Т. Зеграс, К. Миллер) 38:31 — Кертис Холл (Т. Зеграс, Дж. Пивонка) 47:18 — Бобби Бринк (бол.) (Н. Робертсон, О. Вальстрём) 50:51 — Оливер Вальстрём (бол.) (Ш. Пинто) |                            | Судьи: Иван Фатеев Владимир Пешина Линейные судьи: Никита Шалагин Шимон Сынек |
| |                                    | |                            | Судьи: Иван Фатеев Владимир Пешина Линейные судьи: Никита Шалагин Шимон Сынек |
| |                                    | |                            | Судьи: Иван Фатеев Владимир Пешина Линейные судьи: Никита Шалагин Шимон Сынек |
| |                                    | |                            | Судьи: Иван Фатеев Владимир Пешина Линейные судьи: Никита Шалагин Шимон Сынек |
| 8 мин | Штраф                              | 12 мин |                            | Судьи: Иван Фатеев Владимир Пешина Линейные судьи: Никита Шалагин Шимон Сынек |
| |                                    | |                            |                                                                               |
| | 20                                 | Броски | 29                         |                                                                               |

| 28 декабря 2019 15:00 | Чехия | 3:4 (1:2, 0:1, 2:1) | Германия | Ostravar Арена Зрителей: 8693 |

| Отчёт | Отчёт                       | Отчёт | Отчёт                      | Отчёт                                                                             |
| --- | --------------------------- | --- | -------------------------- | --------------------------------------------------------------------------------- |
| |                             | |                            |                                                                                   |
| | Лукаш Достал — 00:00-58:31  | Вратари | 00:00-60:00 — Хендрик Хане | Судьи: Майкл Кэмпбелл Ласси Хейккинен Линейные судьи: Коди Хасеби Людвиг Лундгрен |
| | Голы:                       | |                            | Судьи: Майкл Кэмпбелл Ласси Хейккинен Линейные судьи: Коди Хасеби Людвиг Лундгрен |
| Мартин Гаш (бол.) — 16:41 (М. Пекарж, Я. Пытлик) Ян Йеник — 49:17 (М. Гаш) Либор Забрански (бол.) — 52:30 (М. Гаш) | 0:1 0:2 1:2 1:3 1:4 2:4 3:4 | 01:41 — Лукас Райхель (бол.) (Д. Лобах) 07:31 — Джон-Джейсон Петерка (Т. Штюцле, М. Зайдер) 33:22 — Доминик Бокк (бол.) (М. Зайдер, Т. Йенч) 47:33 — Доминик Бокк (бол.) (Т. Йенч, М. Зайдер) |                            | Судьи: Майкл Кэмпбелл Ласси Хейккинен Линейные судьи: Коди Хасеби Людвиг Лундгрен |
| |                             | |                            | Судьи: Майкл Кэмпбелл Ласси Хейккинен Линейные судьи: Коди Хасеби Людвиг Лундгрен |
| |                             | |                            | Судьи: Майкл Кэмпбелл Ласси Хейккинен Линейные судьи: Коди Хасеби Людвиг Лундгрен |
| |                             | |                            | Судьи: Майкл Кэмпбелл Ласси Хейккинен Линейные судьи: Коди Хасеби Людвиг Лундгрен |
| 38 мин | Штраф                       | 32 мин |                            | Судьи: Майкл Кэмпбелл Ласси Хейккинен Линейные судьи: Коди Хасеби Людвиг Лундгрен |
| |                             | |                            |                                                                                   |
| | 30                          | Броски | 25                         |                                                                                   |

| 28 декабря 2019 19:00 | Россия | 6:0 (3:0, 3:0, 0:0) | Канада | Ostravar Арена Зрителей: 8693 |

| Отчёт | Отчёт                       | Отчёт   | Отчёт                                                | Отчёт                                                                                |
| --- | --------------------------- | ------- | ---------------------------------------------------- | ------------------------------------------------------------------------------------ |
| |                             |         |                                                      |                                                                                      |
| | Амир Мифтахов — 00:00-60:00 | Вратари | 00:00-22:18 — Николас Доус 22:18-60:00 — Джоэл Хофер | Судьи: Михаэль Черриг Кристиан Викман Линейные судьи: Йонас Мертен Тобиас Нордландер |
| | Голы:                       |         |                                                      | Судьи: Михаэль Черриг Кристиан Викман Линейные судьи: Йонас Мертен Тобиас Нордландер |
| Александр Хованов — 01:44 Павел Дорофеев — 10:14 (Н. Александров, Д. Журавлёв) Никита Ртищев — 13:43 (Д. Пыленков, И. Круглов) Никита Александров — 22:18 (Д. Воронков) Егор Соколов — 33:09 (Е. Замула, Г. Денисенко) Григорий Денисенко — 36:24 (А. Хованов) | 1:0 2:0 3:0 4:0 5:0 6:0     |         |                                                      | Судьи: Михаэль Черриг Кристиан Викман Линейные судьи: Йонас Мертен Тобиас Нордландер |
| |                             |         |                                                      | Судьи: Михаэль Черриг Кристиан Викман Линейные судьи: Йонас Мертен Тобиас Нордландер |
| |                             |         |                                                      | Судьи: Михаэль Черриг Кристиан Викман Линейные судьи: Йонас Мертен Тобиас Нордландер |
| |                             |         |                                                      | Судьи: Михаэль Черриг Кристиан Викман Линейные судьи: Йонас Мертен Тобиас Нордландер |
| 16 мин | Штраф                       | 8 мин   |                                                      | Судьи: Михаэль Черриг Кристиан Викман Линейные судьи: Йонас Мертен Тобиас Нордландер |
| |                             |         |                                                      |                                                                                      |
| | 40                          | Броски  | 28                                                   |                                                                                      |

| 29 декабря 2019 19:00 | США | 3:1 (0:0, 2:0, 1:1) | Россия | Ostravar Арена Зрителей: 8693 |

| Отчёт | Отчёт                      | Отчёт                                                   | Отчёт                                                     | Отчёт                                                                            |
| --- | -------------------------- | ------------------------------------------------------- | --------------------------------------------------------- | -------------------------------------------------------------------------------- |
| |                            |                                                         |                                                           |                                                                                  |
| | Спенсер Найт — 00:00-60:00 | Вратари                                                 | 00:00-41:20 — Амир Мифтахов 41:20-57:55 — Ярослав Аскаров | Судьи: Майкл Кэмпбелл Андреас Харнебринг Линейные судьи: Коди Хасеби Вит Ледерер |
| | Голы:                      |                                                         |                                                           | Судьи: Майкл Кэмпбелл Андреас Харнебринг Линейные судьи: Коди Хасеби Вит Ледерер |
| Артур Калиев (бол.) — 36:41 (Т. Зеграс, К. Кофилд) Ник Робертсон — 36:47 (О. Вальстрём) Артур Калиев — 41:20 (Т. Зеграс, Дж. Друри) | 1:0 2:0 3:0 3:1            | 43:04 — Александр Романов (Н. Александров, Д. Журавлёв) |                                                           | Судьи: Майкл Кэмпбелл Андреас Харнебринг Линейные судьи: Коди Хасеби Вит Ледерер |
| |                            |                                                         |                                                           | Судьи: Майкл Кэмпбелл Андреас Харнебринг Линейные судьи: Коди Хасеби Вит Ледерер |
| |                            |                                                         |                                                           | Судьи: Майкл Кэмпбелл Андреас Харнебринг Линейные судьи: Коди Хасеби Вит Ледерер |
| |                            |                                                         |                                                           | Судьи: Майкл Кэмпбелл Андреас Харнебринг Линейные судьи: Коди Хасеби Вит Ледерер |
| 16 мин | Штраф                      | 26 мин                                                  |                                                           | Судьи: Майкл Кэмпбелл Андреас Харнебринг Линейные судьи: Коди Хасеби Вит Ледерер |
| |                            |                                                         |                                                           |                                                                                  |
| | 24                         | Броски                                                  | 26                                                        |                                                                                  |

| 30 декабря 2019 15:00 | Германия | 1:4 (0:1, 0:2, 1:1) | Канада | Ostravar Арена Зрителей: 6102 |

| Отчёт                                            | Отчёт                                                 | Отчёт | Отчёт                     | Отчёт                                                                                 |
| ------------------------------------------------ | ----------------------------------------------------- | --- | ------------------------- | ------------------------------------------------------------------------------------- |
|                                                  |                                                       | |                           |                                                                                       |
|                                                  | Хендрик Хане — 00:00-59:30 Хендрик Хане — 59:50-60:00 | Вратари | 00:00-60:00 — Джоэл Хофер | Судьи: Шон Макфарлейн Сергей Морозов Линейные судьи: Маркус Хягерстрём Никита Шалагин |
|                                                  | Голы:                                                 | |                           | Судьи: Шон Макфарлейн Сергей Морозов Линейные судьи: Маркус Хягерстрём Никита Шалагин |
| Янник Валенти (бол.) — 58:53 (Т. Штюцле, Д. Щюц) | 0:1 0:2 0:3 1:3 1:4                                   | 11:50 — Нолан Фут (К. Баль) 32:24 — Лиам Фуди (Т. Делландреа, Д. Макайзек) 34:01 — Кален Эддисон (бол.) (Н. Фут, Д. Козенс) 59:50 — Тай Делландреа (п.в.) (Л. Фуди, Д. Макайзек) |                           | Судьи: Шон Макфарлейн Сергей Морозов Линейные судьи: Маркус Хягерстрём Никита Шалагин |
|                                                  |                                                       | |                           | Судьи: Шон Макфарлейн Сергей Морозов Линейные судьи: Маркус Хягерстрём Никита Шалагин |
|                                                  |                                                       | |                           | Судьи: Шон Макфарлейн Сергей Морозов Линейные судьи: Маркус Хягерстрём Никита Шалагин |
|                                                  |                                                       | |                           | Судьи: Шон Макфарлейн Сергей Морозов Линейные судьи: Маркус Хягерстрём Никита Шалагин |
| 8 мин                                            | Штраф                                                 | 12 мин |                           | Судьи: Шон Макфарлейн Сергей Морозов Линейные судьи: Маркус Хягерстрём Никита Шалагин |
|                                                  |                                                       | |                           |                                                                                       |
|                                                  | 19                                                    | Броски | 26                        |                                                                                       |

| 30 декабря 2019 19:00 | США | 4:3 (OT) (1:2, 2:0, 0:1, 1:0) | Чехия | Ostravar Арена Зрителей: 8693 |

| Отчёт | Отчёт                      | Отчёт | Отчёт                      | Отчёт                                                                                 |
| --- | -------------------------- | --- | -------------------------- | ------------------------------------------------------------------------------------- |
| |                            | |                            |                                                                                       |
| | Спенсер Найт — 00:00-63:14 | Вратари | 00:00-63:14 — Лукаш Паржик | Судьи: Андре Шрадер Кристиан Викман Линейные судьи: Тобиас Нордландер Давид Обвегесер |
| | Голы:                      | |                            | Судьи: Андре Шрадер Кристиан Викман Линейные судьи: Тобиас Нордландер Давид Обвегесер |
| Шейн Пинто (бол.) — 03:45 (Н. Робертсон, О. Вальстрём) Артур Калиев — 21:19 (Т. Зеграс, К. Миллер) Джек Друри — 26:01 (Т. Зеграс, А. Калиев) Коул Кофилд — 63:14 (А. Тюркотт) | 1:0 1:1 1:2 :2 3:2 3:3 4:3 | 09:35 — Либор Забрански (К. Кликорка) 18:16 — Либор Забрански (бол.) (М. Теплы, К. Плашек) 48:41 — Петр Чайка (бол.) (Ш. Кубичек) |                            | Судьи: Андре Шрадер Кристиан Викман Линейные судьи: Тобиас Нордландер Давид Обвегесер |
| |                            | |                            | Судьи: Андре Шрадер Кристиан Викман Линейные судьи: Тобиас Нордландер Давид Обвегесер |
| |                            | |                            | Судьи: Андре Шрадер Кристиан Викман Линейные судьи: Тобиас Нордландер Давид Обвегесер |
| |                            | |                            | Судьи: Андре Шрадер Кристиан Викман Линейные судьи: Тобиас Нордландер Давид Обвегесер |
| 12 мин | Штраф                      | 14 мин |                            | Судьи: Андре Шрадер Кристиан Викман Линейные судьи: Тобиас Нордландер Давид Обвегесер |
| |                            | |                            |                                                                                       |
| | 43                         | Броски | 29                         |                                                                                       |

| 31 декабря 2019 15:00 | Россия | 6:1 (2:0, 3:0, 1:1) | Германия | Ostravar Арена Зрителей: 4628 |

| Отчёт | Отчёт                                | Отчёт                         | Отчёт                                                   | Отчёт                                                                                |
| --- | ------------------------------------ | ----------------------------- | ------------------------------------------------------- | ------------------------------------------------------------------------------------ |
| |                                      |                               |                                                         |                                                                                      |
| | АскаровЯрослав Аскаров — 00:00-60:00 | Вратари                       | 00:00-40:00 — Хендрик Хане 40:00-60:00 — Тобиас Анчичка | Судьи: Ласси Хейккинен Ольдржих Гейдук Линейные судьи: Маркус Хягерстрём Шимон Сынек |
| | Голы:                                |                               |                                                         | Судьи: Ласси Хейккинен Ольдржих Гейдук Линейные судьи: Маркус Хягерстрём Шимон Сынек |
| Кирилл Марченко — 06:10 (Н. Александров, И. Морозов) Кирилл Марченко — 13:19 (В. Подколзин, Д. Воронков) Григорий Денисенко (бол.) — 34:19 (А. Хованов) Павел Дорофеев (бол.) — 34:59 (К. Марченко, А. Романов) Павел Дорофеев (бол.) — 38:40 (К. Марченко, А. Романов) Дмитрий Воронков — 40:38 (К. Марченко, В. Подколзин) | 1:0 2:0 3:0 4:0 5:0 6:0 6:1          | 57:43 — Нино Киндер (Ф. Масс) |                                                         | Судьи: Ласси Хейккинен Ольдржих Гейдук Линейные судьи: Маркус Хягерстрём Шимон Сынек |
| |                                      |                               |                                                         | Судьи: Ласси Хейккинен Ольдржих Гейдук Линейные судьи: Маркус Хягерстрём Шимон Сынек |
| |                                      |                               |                                                         | Судьи: Ласси Хейккинен Ольдржих Гейдук Линейные судьи: Маркус Хягерстрём Шимон Сынек |
| |                                      |                               |                                                         | Судьи: Ласси Хейккинен Ольдржих Гейдук Линейные судьи: Маркус Хягерстрём Шимон Сынек |
| 12 мин | Штраф                                | 10 мин                        |                                                         | Судьи: Ласси Хейккинен Ольдржих Гейдук Линейные судьи: Маркус Хягерстрём Шимон Сынек |
| |                                      |                               |                                                         |                                                                                      |
| | 31                                   | Броски                        | 23                                                      |                                                                                      |

| 31 декабря 2019 19:00 | Канада | 7:2 (4:0, 2:2, 1:0) | Чехия | Ostravar Арена Зрителей: 8693 |

| Отчёт | Отчёт                               | Отчёт                                                                                                  | Отчёт                                              | Отчёт                                                                      |
| --- | ----------------------------------- | --- | -------------------------------------------------- | -------------------------------------------------------------------------- |
| |                                     | |                                                    |                                                                            |
| | Джоэл Хофер — 00:00-63:14           | Вратари                                                                                                | 00:00-14:30 — Лукаш Паржик 14:30-60:00 — Ник Малик | Судьи: Иван Фатеев Михаэль Черриг Линейные судьи: Райли Боулз Йонас Мертен |
| | Голы:                               | |                                                    | Судьи: Иван Фатеев Михаэль Черриг Линейные судьи: Райли Боулз Йонас Мертен |
| Джо Велено (бол.) — 04:41 (Б. Хэйтон, К. Эддисон) Нолан Фут (бол.) — 09:57 (Б. Байрам, Т. Смит) Барретт Хэйтон (бол.) — 13:29 (Д. Козенс, Дж. Велено) Коннор Макмайкл (бол.) — 14:30 (Д. Козенс, Б. Хэйтон) Лиам Фуди — 31:34 (Т. Смит) Дилан Козенс (бол.) — 32:30 (К. Эддисон, Б. Хэйтон) Джаред Макайзек — 50:00 (Д. Козенс, Дж. Велено) | 1:0 2:0 3:0 4:0 4:1 4:2 5:2 6:2 7:2 | 31:10 — Войтех Строндала (бол.) (Ш. Кубичек, М. Теплы) 31:24 — Либор Забрански (Я. Мышак, К. Кликорка) |                                                    | Судьи: Иван Фатеев Михаэль Черриг Линейные судьи: Райли Боулз Йонас Мертен |
| |                                     | |                                                    | Судьи: Иван Фатеев Михаэль Черриг Линейные судьи: Райли Боулз Йонас Мертен |
| |                                     | |                                                    | Судьи: Иван Фатеев Михаэль Черриг Линейные судьи: Райли Боулз Йонас Мертен |
| |                                     | |                                                    | Судьи: Иван Фатеев Михаэль Черриг Линейные судьи: Райли Боулз Йонас Мертен |
| 8 мин | Штраф                               | 39 мин                                                                                                 |                                                    | Судьи: Иван Фатеев Михаэль Черриг Линейные судьи: Райли Боулз Йонас Мертен |
| |                                     | |                                                    |                                                                            |
| | 31                                  | Броски                                                                                                 | 19                                                 |                                                                            |

## Утешительный раунд
Команды выявляли лучшего в серии из трёх игр. Сборная Германии одержала победу в двух из трёх матчей. Проигравшая серию сборная Казахстана заняла на турнире десятое место и перешла в первый дивизион чемпионата мира 2021 года.
Время местное (UTC+1:00).
| 2 января 2020 10:00 | Германия | 4:0 (0:0, 2:0, 2:0) | Казахстан | Ostravar Арена Зрителей: 1022 |

| Отчёт | Отчёт                      | Отчёт   | Отчёт                         | Отчёт                                                                                |
| --- | -------------------------- | ------- | ----------------------------- | ------------------------------------------------------------------------------------ |
| |                            |         |                               |                                                                                      |
| | Хендрик Хане — 00:00-60:00 | Вратари | 00:00-60:00 — Владислав Нурек | Судьи: Ольдржих Гейдук Владимир Пешина Линейные судьи: Райли Боулз Маркус Хягерстрём |
| | Голы:                      |         |                               | Судьи: Ольдржих Гейдук Владимир Пешина Линейные судьи: Райли Боулз Маркус Хягерстрём |
| Лукас Райхель — 21:21 (Дж.-Дж. Петерка, Д. Вирт) Луис Бруне — 31:48 (Я. Валенти, Т. Флейшер) Джон-Джейсон Петерка — 41:09 (Т. Штюцле, Л. Райхель) Доминик Бокк (бол.) — 51:47 (М. Зайдер, Т. Штюцле) | 1:0 2:0 3:0 4:0            |         |                               | Судьи: Ольдржих Гейдук Владимир Пешина Линейные судьи: Райли Боулз Маркус Хягерстрём |
| |                            |         |                               | Судьи: Ольдржих Гейдук Владимир Пешина Линейные судьи: Райли Боулз Маркус Хягерстрём |
| |                            |         |                               | Судьи: Ольдржих Гейдук Владимир Пешина Линейные судьи: Райли Боулз Маркус Хягерстрём |
| |                            |         |                               | Судьи: Ольдржих Гейдук Владимир Пешина Линейные судьи: Райли Боулз Маркус Хягерстрём |
| 6 мин | Штраф                      | 12 мин  |                               | Судьи: Ольдржих Гейдук Владимир Пешина Линейные судьи: Райли Боулз Маркус Хягерстрём |
| |                            |         |                               |                                                                                      |
| | 35                         | Броски  | 23                            |                                                                                      |

| 4 января 2020 11:00 | Казахстан | 4:1 (1:0, 1:0, 2:1) | Германия | Ostravar Арена Зрителей: 1489 |

| Отчёт | Отчёт                         | Отчёт                                   | Отчёт                                                 | Отчёт                                                                               |
| --- | ----------------------------- | --------------------------------------- | ----------------------------------------------------- | ----------------------------------------------------------------------------------- |
| |                               |                                         |                                                       |                                                                                     |
| | Владислав Нурек — 00:00-60:00 | Вратари                                 | 00:00-54:25 — Хендрик Хане 56:27-60:00 — Хендрик Хане | Судьи: Ольдржих Гейдук Михаэль Черриг Линейные судьи: Райли Боулз Тобиас Нордландер |
| | Голы:                         |                                         |                                                       | Судьи: Ольдржих Гейдук Михаэль Черриг Линейные судьи: Райли Боулз Тобиас Нордландер |
| Станислав Александров — 04:39 (В. Сайко) Олег Бойко — 25:05 (М. Мусоров) Станислав Александров — 41:32 (А. Шайхмедденов) Денис Чапоров (п.в.) — 56:27 (М. Мусоров) | 1:0 2:0 3:0 4:0 4:1           | 58:31 — Луис Шинко (Д. Вирт, Н. Киндер) |                                                       | Судьи: Ольдржих Гейдук Михаэль Черриг Линейные судьи: Райли Боулз Тобиас Нордландер |
| |                               |                                         |                                                       | Судьи: Ольдржих Гейдук Михаэль Черриг Линейные судьи: Райли Боулз Тобиас Нордландер |
| |                               |                                         |                                                       | Судьи: Ольдржих Гейдук Михаэль Черриг Линейные судьи: Райли Боулз Тобиас Нордландер |
| |                               |                                         |                                                       | Судьи: Ольдржих Гейдук Михаэль Черриг Линейные судьи: Райли Боулз Тобиас Нордландер |
| 12 мин | Штраф                         | 6 мин                                   |                                                       | Судьи: Ольдржих Гейдук Михаэль Черриг Линейные судьи: Райли Боулз Тобиас Нордландер |
| |                               |                                         |                                                       |                                                                                     |
| | 22                            | Броски                                  | 44                                                    |                                                                                     |

| 5 января 2020 11:00 | Германия | 6:0 (1:0, 4:0, 2:0) | Казахстан | Ostravar Арена Зрителей: 1124 |

| Отчёт | Отчёт                      | Отчёт   | Отчёт                         | Отчёт                                                                              |
| --- | -------------------------- | ------- | ----------------------------- | ---------------------------------------------------------------------------------- |
| |                            |         |                               |                                                                                    |
| | Хендрик Хане — 00:00-60:00 | Вратари | 00:00-60:00 — Владислав Нурек | Судьи: Сергей Морозов Михаэль Черриг Линейные судьи: Маркус Хягерстрём Вит Ледерер |
| | Голы:                      |         |                               | Судьи: Сергей Морозов Михаэль Черриг Линейные судьи: Маркус Хягерстрём Вит Ледерер |
| Доминик Бокк — 12:18 (Т. Йенч, М. Зайдер) Доминик Бокк — 30:12 (Л. Хюттль, Э. Мик) Тим Флейшер — 31:35 (Я. Валенти, Л. Шинко) Лукас Райхель — 33:03 (Дж.-Дж. Петерка) Никлас Хайнцингер — 34:27 (Т. Йенч, Дж. Шюц) Эрик Мик — 55:45 (Ф. Масс, Дж. Шюц) | 1:0 2:0 3:0 4:0 5:0 6:0    |         |                               | Судьи: Сергей Морозов Михаэль Черриг Линейные судьи: Маркус Хягерстрём Вит Ледерер |
| |                            |         |                               | Судьи: Сергей Морозов Михаэль Черриг Линейные судьи: Маркус Хягерстрём Вит Ледерер |
| |                            |         |                               | Судьи: Сергей Морозов Михаэль Черриг Линейные судьи: Маркус Хягерстрём Вит Ледерер |
| |                            |         |                               | Судьи: Сергей Морозов Михаэль Черриг Линейные судьи: Маркус Хягерстрём Вит Ледерер |
| 20 мин | Штраф                      | 2 мин   |                               | Судьи: Сергей Морозов Михаэль Черриг Линейные судьи: Маркус Хягерстрём Вит Ледерер |
| |                            |         |                               |                                                                                    |
| | 40                         | Броски  | 27                            |                                                                                    |

## Плей-офф
|  | Четвертьфиналы | Четвертьфиналы | Четвертьфиналы | Четвертьфиналы | Четвертьфиналы | Четвертьфиналы | Четвертьфиналы | Четвертьфиналы | Четвертьфиналы | Четвертьфиналы |           |        | Полуфиналы (перепосев) | Полуфиналы (перепосев) | Полуфиналы (перепосев) | Полуфиналы (перепосев) | Полуфиналы (перепосев) | Полуфиналы (перепосев) | Полуфиналы (перепосев) | Полуфиналы (перепосев) | Полуфиналы (перепосев) | Полуфиналы (перепосев) |                   |                   | Финал             | Финал     | Финал     | Финал     | Финал     | Финал     | Финал     | Финал     | Финал     | Финал |
|  |                |                |                |                |                |                |                |                |                |                |           |        |                        |                        |                        |                        |                        |                        |                        |                        |                        |                        |                   |                   |                   |           |           |           |           |           |           |           |           |       |
|  | A1             | Швеция         | Швеция         | Швеция         | Швеция         | Швеция         | Швеция         | Швеция         | Швеция         | 5              |           |        |                        |                        |                        |                        |                        |                        |                        |                        |                        |                        |                   |                   |                   |           |           |           |           |           |           |           |           |       |
|  | A1             | Швеция         | Швеция         | Швеция         | Швеция         | Швеция         | Швеция         | Швеция         | Швеция         | 5              |           |        |                        |                        |                        |                        |                        |                        |                        |                        |                        |                        |                   |                   |                   |           |           |           |           |           |           |           |           |       |
|  | B4             | Чехия          | Чехия          | Чехия          | Чехия          | Чехия          | Чехия          | Чехия          | Чехия          | 0              |           |        |                        |                        |                        |                        |                        |                        |                        |                        |                        |                        |                   |                   |                   |           |           |           |           |           |           |           |           |       |
|  | B4             | Чехия          | Чехия          | Чехия          | Чехия          | Чехия          | Чехия          | Чехия          | Чехия          | 0              | B1        | Канада | Канада                 | Канада                 | Канада                 | Канада                 | Канада                 | Канада                 | Канада                 | 5                      |                        |                        |                   |                   |                   |           |           |           |           |           |           |           |           |       |
|  |                |                |                |                |                |                |                |                |                |                | B1        | Канада | Канада                 | Канада                 | Канада                 | Канада                 | Канада                 | Канада                 | Канада                 | 5                      |                        |                        |                   |                   |                   |           |           |           |           |           |           |           |           |       |
|  |                |                | A3             | Финляндия      | Финляндия      | Финляндия      | Финляндия      | Финляндия      | Финляндия      | Финляндия      | Финляндия | 0      |                        |                        |                        |                        |                        |                        |                        |                        |                        |                        |                   |                   |                   |           |           |           |           |           |           |           |           |       |
|  | B2             | США            | США            | США            | США            | США            | США            | США            | США            | Финляндия      | Финляндия | 0      | 0                      |                        |                        |                        |                        |                        |                        |                        |                        |                        |                   |                   |                   |           |           |           |           |           |           |           |           |       |
|  | B2             | США            | США            | США            | США            | США            | США            | США            | США            |                |           |        | 0                      |                        |                        |                        |                        |                        |                        |                        |                        |                        |                   |                   |                   |           |           |           |           |           |           |           |           |       |
|  | A3             | Финляндия      | Финляндия      | Финляндия      | Финляндия      | Финляндия      | Финляндия      | Финляндия      | Финляндия      | 1              |           |        |                        |                        |                        |                        |                        |                        |                        |                        |                        |                        |                   |                   |                   |           |           |           |           |           |           |           |           |       |
|  | A3             | Финляндия      | Финляндия      | Финляндия      | Финляндия      | Финляндия      | Финляндия      | Финляндия      | Финляндия      | 1              |           |        |                        |                        |                        |                        |                        |                        |                        |                        |                        |                        | B1                | Канада            | Канада            | Канада    | Канада    | Канада    | Канада    | Канада    | Канада    | 4         |           |       |
|  |                |                |                |                |                |                |                |                |                |                |           |        |                        |                        |                        |                        |                        |                        |                        |                        |                        |                        | B1                | Канада            | Канада            | Канада    | Канада    | Канада    | Канада    | Канада    | Канада    | 4         |           |       |
|  |                |                | B3             | Россия         | Россия         | Россия         | Россия         | Россия         | Россия         | Россия         | Россия    | 3      |                        |                        |                        |                        |                        |                        |                        |                        |                        |                        |                   |                   |                   |           |           |           |           |           |           |           |           |       |
|  | B1             | Канада         | Канада         | Канада         | Канада         | Канада         | Канада         | Канада         | Канада         | Россия         | Россия    | 3      | 6                      |                        |                        |                        |                        |                        |                        |                        |                        |                        |                   |                   |                   |           |           |           |           |           |           |           |           |       |
|  | B1             | Канада         | Канада         | Канада         | Канада         | Канада         | Канада         | Канада         | Канада         |                |           |        | 6                      |                        |                        |                        |                        |                        |                        |                        |                        |                        |                   |                   |                   |           |           |           |           |           |           |           |           |       |
|  | A4             | Словакия       | Словакия       | Словакия       | Словакия       | Словакия       | Словакия       | Словакия       | Словакия       | 1              |           |        |                        |                        |                        |                        |                        |                        |                        |                        |                        |                        |                   |                   |                   |           |           |           |           |           |           |           |           |       |
|  | A4             | Словакия       | Словакия       | Словакия       | Словакия       | Словакия       | Словакия       | Словакия       | Словакия       | 1              | A1        | Швеция | Швеция                 | Швеция                 | Швеция                 | Швеция                 | Швеция                 | Швеция                 | Швеция                 | 4                      |                        |                        |                   |                   |                   |           |           |           |           |           |           |           |           |       |
|  |                |                |                |                |                |                |                |                |                |                | A1        | Швеция | Швеция                 | Швеция                 | Швеция                 | Швеция                 | Швеция                 | Швеция                 | Швеция                 | 4                      |                        |                        |                   |                   |                   |           |           |           |           |           |           |           |           |       |
|  |                |                | B3             | Россия         | Россия         | Россия         | Россия         | Россия         | Россия         | Россия         | Россия    | 5      |                        |                        |                        |                        |                        |                        |                        |                        |                        |                        |                   |                   |                   |           |           |           |           |           |           |           |           |       |
|  | A2             | Швейцария      | Швейцария      | Швейцария      | Швейцария      | Швейцария      | Швейцария      | Швейцария      | Швейцария      | Россия         | Россия    | 5      | 1                      |                        |                        | Матч за 3-е место      | Матч за 3-е место      | Матч за 3-е место      | Матч за 3-е место      | Матч за 3-е место      | Матч за 3-е место      | Матч за 3-е место      | Матч за 3-е место | Матч за 3-е место | Матч за 3-е место |           |           |           |           |           |           |           |           |       |
|  | A2             | Швейцария      | Швейцария      | Швейцария      | Швейцария      | Швейцария      | Швейцария      | Швейцария      | Швейцария      |                |           |        | 1                      |                        |                        | Матч за 3-е место      | Матч за 3-е место      | Матч за 3-е место      | Матч за 3-е место      | Матч за 3-е место      | Матч за 3-е место      | Матч за 3-е место      | Матч за 3-е место | Матч за 3-е место | Матч за 3-е место |           |           |           |           |           |           |           |           |       |
|  | B3             | Россия         | Россия         | Россия         | Россия         | Россия         | Россия         | Россия         | Россия         | 3              |           |        |                        |                        |                        |                        |                        |                        |                        |                        |                        |                        |                   |                   |                   |           |           |           |           |           |           |           |           |       |
|  | B3             | Россия         | Россия         | Россия         | Россия         | Россия         | Россия         | Россия         | Россия         | 3              |           |        |                        |                        |                        |                        |                        |                        |                        |                        |                        |                        |                   |                   |                   |           |           |           |           |           |           |           |           |       |
|  |                |                |                |                |                |                |                |                |                |                |           |        |                        |                        |                        |                        |                        |                        |                        |                        |                        |                        |                   |                   | A1                | Швеция    | Швеция    | Швеция    | Швеция    | Швеция    | Швеция    | Швеция    | Швеция    | 3     |
|  |                |                |                |                |                |                |                |                |                |                |           |        |                        |                        |                        |                        |                        |                        |                        |                        |                        |                        |                   |                   | A1                | Швеция    | Швеция    | Швеция    | Швеция    | Швеция    | Швеция    | Швеция    | Швеция    | 3     |
|  |                |                |                |                |                |                |                |                |                |                |           |        |                        |                        |                        |                        |                        |                        |                        |                        |                        |                        |                   |                   | A3                | Финляндия | Финляндия | Финляндия | Финляндия | Финляндия | Финляндия | Финляндия | Финляндия | 2     |
|  |                |                |                |                |                |                |                |                |                |                |           |        |                        |                        |                        |                        |                        |                        |                        |                        |                        |                        |                   |                   | A3                | Финляндия | Финляндия | Финляндия | Финляндия | Финляндия | Финляндия | Финляндия | Финляндия | 2     |

### Четвертьфинал
Время местное (UTC+1:00).
| 2 января 2020 12:30 | Швейцария | 1:3 (0:0, 1:3, 0:0) | Россия | Werk Арена Зрителей: 3158 |

| Отчёт                                | Отчёт                                                         | Отчёт | Отчёт                         | Отчёт                                                                               |
| ------------------------------------ | ------------------------------------------------------------- | --- | ----------------------------- | ----------------------------------------------------------------------------------- |
|                                      |                                                               | |                               |                                                                                     |
|                                      | Лука Холленштайн — 00:00-56:48 Лука Холленштайн — 58:13-60:00 | Вратари | 00:00-60:00 — Ярослав Аскаров | Судьи: Майкл Кэмпбелл Ласси Хейккинен Линейные судьи: Вит Ледерер Тобиас Нордландер |
|                                      | Голы:                                                         | |                               | Судьи: Майкл Кэмпбелл Ласси Хейккинен Линейные судьи: Вит Ледерер Тобиас Нордландер |
| Гаэтан Жобен — 27:08 (Й. Зальцгебер) | 0:1 :1 1:2 1:3                                                | 21:12 — Дмитрий Воронков (бол.) (Г. Денисенко, Н. Александров) 34:07 — Александр Хованов (Г. Денисенко) 38:13 — Дмитрий Воронков (бол.) (А. Хованов, Е. Замула) |                               | Судьи: Майкл Кэмпбелл Ласси Хейккинен Линейные судьи: Вит Ледерер Тобиас Нордландер |
|                                      |                                                               | |                               | Судьи: Майкл Кэмпбелл Ласси Хейккинен Линейные судьи: Вит Ледерер Тобиас Нордландер |
|                                      |                                                               | |                               | Судьи: Майкл Кэмпбелл Ласси Хейккинен Линейные судьи: Вит Ледерер Тобиас Нордландер |
|                                      |                                                               | |                               | Судьи: Майкл Кэмпбелл Ласси Хейккинен Линейные судьи: Вит Ледерер Тобиас Нордландер |
| 14 мин                               | Штраф                                                         | 10 мин |                               | Судьи: Майкл Кэмпбелл Ласси Хейккинен Линейные судьи: Вит Ледерер Тобиас Нордландер |
|                                      |                                                               | |                               |                                                                                     |
|                                      | 15                                                            | Броски | 36                            |                                                                                     |

| 2 января 2020 15:00 | Канада | 6:1 (1:0, 4:0, 1:1) | Словакия | Ostravar Арена Зрителей: 7074 |

| Отчёт | Отчёт                       | Отчёт                               | Отчёт                                                        | Отчёт                                                                             |
| --- | --------------------------- | ----------------------------------- | ------------------------------------------------------------ | --------------------------------------------------------------------------------- |
| |                             |                                     |                                                              |                                                                                   |
| | Джоэл Хофер — 00:00-60:00   | Вратари                             | 00:00-41:00 — Самуэль Главай 41:00-60:00 — Самуэль Вылетелка | Судьи: Шон Макфарлейн Михаэль Черриг Линейные судьи: Йонас Мертен Давид Обвегесер |
| | Голы:                       |                                     |                                                              | Судьи: Шон Макфарлейн Михаэль Черриг Линейные судьи: Йонас Мертен Давид Обвегесер |
| Барретт Хэйтон — 06:47 (А. Лафреньер, Д. Козенс) Коннор Макмайкл — 21:21 (Дж. Велено) Джаред Бернард-Докер — 23:42 (Дж. Дрисдейл, Д. Козенс) Лиам Фуди — 29:02 (Т. Делландреа, Дж. Дрисдейл) Алекси Лафреньер (бол.) — 30:50 (К. Эддисон, Б. Хэйтон) Барретт Хэйтон (бол.) — 41:00 (К. Эддисон) | 1:0 2:0 3:0 4:0 5:0 6:0 6:1 | 46:10 — Оливер Окульяр (К. Ковачик) |                                                              | Судьи: Шон Макфарлейн Михаэль Черриг Линейные судьи: Йонас Мертен Давид Обвегесер |
| |                             |                                     |                                                              | Судьи: Шон Макфарлейн Михаэль Черриг Линейные судьи: Йонас Мертен Давид Обвегесер |
| |                             |                                     |                                                              | Судьи: Шон Макфарлейн Михаэль Черриг Линейные судьи: Йонас Мертен Давид Обвегесер |
| |                             |                                     |                                                              | Судьи: Шон Макфарлейн Михаэль Черриг Линейные судьи: Йонас Мертен Давид Обвегесер |
| 37 мин | Штраф                       | 32 мин                              |                                                              | Судьи: Шон Макфарлейн Михаэль Черриг Линейные судьи: Йонас Мертен Давид Обвегесер |
| |                             |                                     |                                                              |                                                                                   |
| | 44                          | Броски                              | 18                                                           |                                                                                   |

| 2 января 2020 17:30 | США | 0:1 (0:0, 0:0, 0:1) | Финляндия | Werk Арена Зрителей: 4451 |

| Отчёт  | Отчёт                                                 | Отчёт                                             | Отчёт                       | Отчёт                                                                             |
| ------ | ----------------------------------------------------- | ------------------------------------------------- | --------------------------- | --------------------------------------------------------------------------------- |
|        |                                                       |                                                   |                             |                                                                                   |
|        | Спенсер Найт — 00:00-58:45 Спенсер Найт — 59:57-60:00 | Вратари                                           | 00:00-60:00 — Юстус Аннунен | Судьи: Иван Фатеев Андреас Харнебринг Линейные судьи: Людвиг Лундгрен Шимон Сынек |
|        | Голы:                                                 |                                                   |                             | Судьи: Иван Фатеев Андреас Харнебринг Линейные судьи: Людвиг Лундгрен Шимон Сынек |
|        | 0:1                                                   | 44:23 — Йоонас Оден (бол.) (К. Танус, В. Хейнола) |                             | Судьи: Иван Фатеев Андреас Харнебринг Линейные судьи: Людвиг Лундгрен Шимон Сынек |
|        |                                                       |                                                   |                             | Судьи: Иван Фатеев Андреас Харнебринг Линейные судьи: Людвиг Лундгрен Шимон Сынек |
|        |                                                       |                                                   |                             | Судьи: Иван Фатеев Андреас Харнебринг Линейные судьи: Людвиг Лундгрен Шимон Сынек |
|        |                                                       |                                                   |                             | Судьи: Иван Фатеев Андреас Харнебринг Линейные судьи: Людвиг Лундгрен Шимон Сынек |
| 33 мин | Штраф                                                 | 4 мин                                             |                             | Судьи: Иван Фатеев Андреас Харнебринг Линейные судьи: Людвиг Лундгрен Шимон Сынек |
|        |                                                       |                                                   |                             |                                                                                   |
|        | 30                                                    | Броски                                            | 29                          |                                                                                   |

| 2 января 2020 20:00 | Швеция | 5:0 (2:0, 1:0, 2:0) | Чехия | Ostravar Арена Зрителей: 8693 |

| Отчёт | Отчёт                         | Отчёт   | Отчёт                      | Отчёт                                                                            |
| --- | ----------------------------- | ------- | -------------------------- | -------------------------------------------------------------------------------- |
| |                               |         |                            |                                                                                  |
| | Хуго Альнефельт — 00:00-60:00 | Вратари | 00:00-60:00 — Лукаш Достал | Судьи: Фрейзер Лоуренс Сергей Морозов Линейные судьи: Коди Хасеби Никита Шалагин |
| | Голы:                         |         |                            | Судьи: Фрейзер Лоуренс Сергей Морозов Линейные судьи: Коди Хасеби Никита Шалагин |
| Нильс Хёгландер (бол.) — 13:08 (С. Фагемо, Р. Сандин) Хуго Густафссон (мен.) — 15:09 Нильс Хёгландер — 20:45 (Р. Сандин, С. Фагемо) Виктор Сёдерстрём (бул.) — 44:04 Давид Густафссон (бол.) — 50:44 (Н. Хёгландер, Н. Лундквист) | 1:0 2:0 3:0 4:0 5:0           |         |                            | Судьи: Фрейзер Лоуренс Сергей Морозов Линейные судьи: Коди Хасеби Никита Шалагин |
| |                               |         |                            | Судьи: Фрейзер Лоуренс Сергей Морозов Линейные судьи: Коди Хасеби Никита Шалагин |
| |                               |         |                            | Судьи: Фрейзер Лоуренс Сергей Морозов Линейные судьи: Коди Хасеби Никита Шалагин |
| |                               |         |                            | Судьи: Фрейзер Лоуренс Сергей Морозов Линейные судьи: Коди Хасеби Никита Шалагин |
| 2 мин | Штраф                         | 35 мин  |                            | Судьи: Фрейзер Лоуренс Сергей Морозов Линейные судьи: Коди Хасеби Никита Шалагин |
| |                               |         |                            |                                                                                  |
| | 37                            | Броски  | 23                         |                                                                                  |

### Полуфинал
Время местное (UTC+1:00).
| 4 января 2020 15:00 | Швеция | 4:5 (OT) (2:3, 1:0, 1:1, 0:1) | Россия | Ostravar Арена Зрителей: 8693 |

| Отчёт | Отчёт                               | Отчёт | Отчёт                                                     | Отчёт                                                                                |
| --- | ----------------------------------- | --- | --------------------------------------------------------- | ------------------------------------------------------------------------------------ |
| |                                     | |                                                           |                                                                                      |
| | Хуго Альнефельт — 00:00-63:24       | Вратари | 00:00-44:25 — Ярослав Аскаров 44:25-63:24 — Амир Мифтахов | Судьи: Фрейзер Лоуренс Кристиан Викман Линейные судьи: Маркус Хягерстрём Коди Хасеби |
| | Голы:                               | |                                                           | Судьи: Фрейзер Лоуренс Кристиан Викман Линейные судьи: Маркус Хягерстрём Коди Хасеби |
| Расмус Сандин — 00:16 (Д. Густафссон) Самуэль Фагемо (бол.) — 14:54 (Н. Лундквист, Р. Сандин) Расмус Сандин (бол.) — 31:02 (С. Фагемо, Л. Нессен) Нильс Лундквист (бол.) — 44:25 (Р. Сандин, Л. Нессен) | 1:0 1:1 1:2 1:3 2:3 3:3 4:3 4:4 4:5 | 03:04 — Иван Морозов (бол.) (В. Подколзин, П. Дорофеев) 05:40 — Александр Хованов (бол.) (Н. Александров, Г. Денисенко) 12:05 — Егор Соколов 48:35 — Егор Соколов (А. Хованов) 63:24 — Иван Морозов (В. Подколзин, Д. Воронков) |                                                           | Судьи: Фрейзер Лоуренс Кристиан Викман Линейные судьи: Маркус Хягерстрём Коди Хасеби |
| |                                     | |                                                           | Судьи: Фрейзер Лоуренс Кристиан Викман Линейные судьи: Маркус Хягерстрём Коди Хасеби |
| |                                     | |                                                           | Судьи: Фрейзер Лоуренс Кристиан Викман Линейные судьи: Маркус Хягерстрём Коди Хасеби |
| |                                     | |                                                           | Судьи: Фрейзер Лоуренс Кристиан Викман Линейные судьи: Маркус Хягерстрём Коди Хасеби |
| 35 мин | Штраф                               | 18 мин |                                                           | Судьи: Фрейзер Лоуренс Кристиан Викман Линейные судьи: Маркус Хягерстрём Коди Хасеби |
| |                                     | |                                                           |                                                                                      |
| | 25                                  | Броски | 44                                                        |                                                                                      |

| 4 января 2020 19:00 | Канада | 5:0 (4:0, 1:0, 0:0) | Финляндия | Ostravar Арена Зрителей: 8693 |

| Отчёт | Отчёт                     | Отчёт   | Отчёт                       | Отчёт                                                                            |
| --- | ------------------------- | ------- | --------------------------- | -------------------------------------------------------------------------------- |
| |                           |         |                             |                                                                                  |
| | Джоэл Хофер — 00:00-60:00 | Вратари | 00:00-60:00 — Юстус Аннунен | Судьи: Шон Макфарлейн Сергей Морозов Линейные судьи: Вит Ледерер Давид Обвегесер |
| | Голы:                     |         |                             | Судьи: Шон Макфарлейн Сергей Морозов Линейные судьи: Вит Ледерер Давид Обвегесер |
| Коннор Макмайкл — 01:48 (Э. Дудас) Алекси Лафреньер — 03:05 (Н. Фут, Б. Хэйтон) Джейми Дрисдейл — 03:55 (Р. Лавуа, К. Байфилд) Тай Делландреа — 14:49 (Э. Дудас, К. Макмайкл) Алекси Лафреньер (бол.) — 37:53 (К. Эддисон, Б. Хэйтон) | 1:0 2:0 3:0 4:0 5:0       |         |                             | Судьи: Шон Макфарлейн Сергей Морозов Линейные судьи: Вит Ледерер Давид Обвегесер |
| |                           |         |                             | Судьи: Шон Макфарлейн Сергей Морозов Линейные судьи: Вит Ледерер Давид Обвегесер |
| |                           |         |                             | Судьи: Шон Макфарлейн Сергей Морозов Линейные судьи: Вит Ледерер Давид Обвегесер |
| |                           |         |                             | Судьи: Шон Макфарлейн Сергей Морозов Линейные судьи: Вит Ледерер Давид Обвегесер |
| 4 мин | Штраф                     | 14 мин  |                             | Судьи: Шон Макфарлейн Сергей Морозов Линейные судьи: Вит Ледерер Давид Обвегесер |
| |                           |         |                             |                                                                                  |
| | 39                        | Броски  | 32                          |                                                                                  |

### Матч за 3-е место
Время местное (UTC+1:00).
| 5 января 2020 15:00 | Швеция | 3:2 (1:2, 2:0, 0:0) | Финляндия | Ostravar Арена Зрителей: 7954 |

| Отчёт | Отчёт                         | Отчёт                                                                     | Отчёт                       | Отчёт                                                                            |
| --- | ----------------------------- | ------------------------------------------------------------------------- | --------------------------- | -------------------------------------------------------------------------------- |
| |                               |                                                                           |                             |                                                                                  |
| | Хуго Альнефельт — 00:00-60:00 | Вратари                                                                   | 00:00-58:53 — Юстус Аннунен | Судьи: Майкл Кэмпбелл Фрейзер Лоуренс Линейные судьи: Коди Хасеби Никита Шалагин |
| | Голы:                         |                                                                           |                             | Судьи: Майкл Кэмпбелл Фрейзер Лоуренс Линейные судьи: Коди Хасеби Никита Шалагин |
| Расмус Сандин (бол.) — 12:08 (Н. Лундквист, С. Фагемо) Самуэль Фагемо — 30:34 (Н. Хёгландер, А. Гиннинг) Линус Эберг — 33:19 (Л. Нессен) | 0:1 :1 1:2 :2 3:2             | 08:22 — Патрик Пуйстола (К. Ноусиайнен, К. Танус) 19:00 — Матиас Маччелли |                             | Судьи: Майкл Кэмпбелл Фрейзер Лоуренс Линейные судьи: Коди Хасеби Никита Шалагин |
| |                               |                                                                           |                             | Судьи: Майкл Кэмпбелл Фрейзер Лоуренс Линейные судьи: Коди Хасеби Никита Шалагин |
| |                               |                                                                           |                             | Судьи: Майкл Кэмпбелл Фрейзер Лоуренс Линейные судьи: Коди Хасеби Никита Шалагин |
| |                               |                                                                           |                             | Судьи: Майкл Кэмпбелл Фрейзер Лоуренс Линейные судьи: Коди Хасеби Никита Шалагин |
| 10 мин | Штраф                         | 16 мин                                                                    |                             | Судьи: Майкл Кэмпбелл Фрейзер Лоуренс Линейные судьи: Коди Хасеби Никита Шалагин |
| |                               |                                                                           |                             |                                                                                  |
| | 26                            | Броски                                                                    | 34                          |                                                                                  |

### Финал

#### Перед матчем
С 1996 года, когда ИИХФ ввела стадию плей-офф на молодёжных чемпионатах мира, для сборной Канады этот финал является 17-м в истории в котором она претендовала на 18-й титул. Предыдущий раз канадцы участвовали в финале в 2018 году где обыграли сборную Швеции со счётом 3:1. Для сборной России этот финальный матч стал 13-м в истории и претендовала в нём на свои 5-е золотые медали. В последний раз российская сборная участвовала в финале в 2016 году в Хельсинки где уступила хозяевам в овертайме со счётом 4:3.
На предварительном этапе обе сборные были посеяны в группу B. Канада в четырёх матчах одержала 3 победы, потерпела 1 поражение и с 9 очками заняла 1-е место в группе. Сборная России выиграла и проиграла по два матча и с 6 очками расположилась на 3-м месте в группе. 28 декабря состоялся очный поединок между командами, в котором победу одержала сборная России со счётом 6:0, что стало самым крупным поражением сборной Канады в истории молодёжных чемпионатов мира.
В четвертьфинале канадцы уверенно обыграли Словакию со счётом 6:1, а в полуфинале, своих прошлогодних обидчиков и действующих чемпионов, сборную Финляндии — 5:0. Россияне в 1/4 финала обыграли сборную Швейцарии, а в полуфинале вырвали победу в овертайме у одних из фаворитов турнира сборной Швеции со счётом 5:4.
Всего на молодёжных чемпионатах мира сборные Канады и России провели между собой 26 матчей, в которых 13 побед одержали канадцы, 12 россияне, а еще в одной была зафиксирована ничья. 8 из этих 26 матчей пришлись на финалы, где каждая из команд одержала по 4 победы. Последний состоялся в 2015 году и завершился победой сборной Канады со счётом 5:4.
Большинство хоккейных специалистов не выделяли явного фаворита в финальной встрече, но отдавали преимущество сборной Канады. Отмечалось, что канадцы решительно настроены взять реванш у россиян за крупное поражение на групповом этапе, а также, что после того проигрыша команда уверенно провела оставшиеся матчи обыграв своих соперников с общим счётом 22:4. Против россиян перед матчем говорил и тот факт, что ни разу в истории молодёжных чемпионатов мира Канада и Россия не выигрывали друг у друга два матча на одном турнире.

#### Ход матча
Первый период голов не принёс, несмотря на семь с половиной минут большинства россиян. В середине 2-го периода нападающий сборной России Никита Александров подправил бросок от синей линии защитника Егора Замулы и открыл счёт в матче, однако уже через минуту сразу двое российских хоккеистов получили по малому штрафу в одном эпизоде и оставили свою команду втроём. Североамериканцы быстро реализовали игру 5 на 3 и сравняли счёт. Менее чем через 4 минуты Григорий Денисенко снова выводит Россию вперёд. В середине 3-го периода Максим Соркин кистевым броском забрасывает шайбу в ворота Джоэля Хофера и делает счёт 3:1, но уже через 34 секунды рикошетом от конька Коннора Макмайкла канадцы сокращают счёт в матче. Через две минуты капитан канадцев Барретт Хэйтон реализовывает большинство и сравнивает счёт, а за 4 минуты до конца основного времени Акил Томас выводит свою команду вперёд. За оставшееся время россияне не смогли сравнять счёт и таким образом сборная Канады становится чемпионом в 18-й раз в своей истории.
| 5 января 2020 19:00 | Канада | 4:3 (0:0, 1:2, 3:1) | Россия | Ostravar Арена Зрителей: 8693 |

| Отчёт | Отчёт                      | Отчёт | Отчёт                                                                               | Отчёт                                                                              |
| --- | -------------------------- | --- | ----------------------------------------------------------------------------------- | ---------------------------------------------------------------------------------- |
| |                            | |                                                                                     |                                                                                    |
| | Джоэл Хофер — 00:00-60:00  | Вратари | 00:00-57:19 — Амир Мифтахов 58:34-59:01 — Амир Мифтахов 59:22-60:00 — Амир Мифтахов | Судьи: Ласси Хейккинен Кристиан Викман Линейные судьи: Людвиг Лундгрен Шимон Сынек |
| | Голы:                      | |                                                                                     | Судьи: Ласси Хейккинен Кристиан Викман Линейные судьи: Людвиг Лундгрен Шимон Сынек |
| Дилан Козенс (бол.) — 31:01 (Дж. Велено, А. Лафреньер) Коннор Макмайкл — 49:20 (К. Эддисон, Б. Байрам) Барретт Хэйтон (бол.) — 51:21 (К. Эддисон, А. Лафреньер) Акил Томас — 56:02 (К. Макмайкл) | 0:1 :1 1:2 1:3 2:3 3:3 4:3 | 29:37 — Никита Александров (бол.) (Е. Замула, Г. Денисенко) 34:46 — Григорий Денисенко (А. Романов, Е. Соколов) 48:46 — Максим Соркин (И. Круглов) |                                                                                     | Судьи: Ласси Хейккинен Кристиан Викман Линейные судьи: Людвиг Лундгрен Шимон Сынек |
| |                            | |                                                                                     | Судьи: Ласси Хейккинен Кристиан Викман Линейные судьи: Людвиг Лундгрен Шимон Сынек |
| |                            | |                                                                                     | Судьи: Ласси Хейккинен Кристиан Викман Линейные судьи: Людвиг Лундгрен Шимон Сынек |
| |                            | |                                                                                     | Судьи: Ласси Хейккинен Кристиан Викман Линейные судьи: Людвиг Лундгрен Шимон Сынек |
| 12 мин | Штраф                      | 16 мин |                                                                                     | Судьи: Ласси Хейккинен Кристиан Викман Линейные судьи: Людвиг Лундгрен Шимон Сынек |
| |                            | |                                                                                     |                                                                                    |
| | 30                         | Броски | 38                                                                                  |                                                                                    |

Время местное (UTC+1:00).

#### После матча
После матча главный тренер сборной России Валерий Брагин посетовал на то, что судьи не назначили двухминутное удаление в эпизоде, когда канадский игрок выбросил шайбу из своей зоны за пределы поля, которая ударившись о телевизионную камеру вернулась на площадку. Ассистент Брагина Игорь Ларионов назвал одной из главных причин поражения системные проблемы в отечественном хоккее и подверг критике руководство основных российских лиг (МХЛ, ВХЛ, КХЛ).
Во время трансляции финального матча на российском телевидении произошёл казус. Матчи группового этапа и четвертьфиналы в России показывал телеканал «Матч ТВ», на нём же должны были показываться и решающие матчи турнира, однако сетка вещания была переделана, и полуфинал с участием российской команды, а также финал были показаны на «Первом канале», из-за чего некоторые телезрители были введены в заблуждение — на «Матч ТВ» в то же время, что и финал на «Первом», была показана запись финальной игры молодёжного чемпионата мира 2011 (и в 2011 году, и на этом чемпионате мира тренировал российскую сборную Валерий Брагин; по ходу эфиров обоих телеканалов счёт был одинаковый — 3:3 в третьем периоде, однако в 2011 году Россия выиграла — 5:3). Среди неразобравшихся оказались поздравившие российскую сборную председатель комитета Госдумы по физкультуре, спорту, туризму и делам молодёжи Михаил Дегтярёв, выложивший поздравление в Facebook, а также футболист Дмитрий Тарасов. В эфире телеканала «Москва 24» также прошло сообщение о победе россиян; впоследствии в официальном Telegram-канале «Москвы 24» было опубликовано извинение за ошибку.
Канадская пресса хвалила свою команду за проявленный волевой характер, надёжную игру в обороне, а также отмечалось что и удача была на стороне канадской сборной. Отдельной похвалы удостоились капинан команды Барретт Хэйтон, сравнявший счёт в матче и  автор победной шайбы Акил Томас. Было отдано должное и сборной России, которая называлась очень сильным соперником.

## Посещаемость матчей

### По командам
| М  | Команда   | И | Суммарная посещаемость | Средняя посещаемость | Максимальная посещаемость                     |
| -- | --------- | - | ---------------------- | -------------------- | --------------------------------------------- |
| 1  | Чехия     | 5 | 43465                  | 8693                 | 8693 ( Россия, Германия, США, Канада, Швеция) |
| 2  | Канада    | 7 | 56641                  | 8092                 | 8693 ( США, Россия, Чехия, Финляндия)         |
| 3  | Россия    | 7 | 51251                  | 7322                 | 8693 ( Чехия, Канада, США, Швеция)            |
| 4  | США       | 5 | 35543                  | 7109                 | 8693 ( Канада, Россия, Чехия)                 |
| 5  | Швеция    | 7 | 40449                  | 5778                 | 8693 ( Чехия, Россия)                         |
| 6  | Словакия  | 5 | 25693                  | 5193                 | 7074 ( Канада)                                |
| 7  | Финляндия | 7 | 35089                  | 5013                 | 8693 ( Канада)                                |
| 8  | Германия  | 7 | 28071                  | 4010                 | 8693 ( Чехия)                                 |
| 9  | Швейцария | 5 | 15152                  | 3030                 | 4915 ( Словакия)                              |
| 10 | Казахстан | 7 | 15334                  | 2191                 | 4915 ( Словакия)                              |

Места определяются по средней посещаемости.

### По аренам
| М | Стадион        | Матчи | Вместимость | Суммарная посещаемость | Средняя посещаемость | Максимальная посещаемость | Заполняемость, % |
| - | -------------- | ----- | ----------- | ---------------------- | -------------------- | ------------------------- | ---------------- |
| 1 | Ostravar Арена | 19    | 10004       | 130029                 | 6843                 | 8693                      | 68,4 %           |
| 2 | Werk Арена     | 12    | 5200        | 43445                  | 3620                 | 4915                      | 69,6 %           |

Места определяются по средней посещаемости.

## Рейтинг и статистика

### Итоговое положение команд
| 1.  | Канада    |
| 2.  | Россия    |
| 3.  | Швеция    |
| 4.  | Финляндия |
| 5.  | Швейцария |
| 6.  | США       |
| 7.  | Чехия     |
| 8.  | Словакия  |
| 9.  | Германия  |
| 10. | Казахстан |

| Чемпион мира по хоккею с шайбой среди молодёжных команд 2020 |
| Канада 18-й титул                                            |

### Лучшие бомбардиры
| Игрок              | И | Г | П | О  | Штр | +/− |
| ------------------ | - | - | - | -- | --- | --- |
| Самуэль Фагемо     | 7 | 8 | 5 | 13 | 6   | +3  |
| Барретт Хэйтон     | 7 | 6 | 6 | 12 | 6   | +1  |
| Нильс Хёгландер    | 7 | 5 | 6 | 11 | 27  | +6  |
| Алекси Лафреньер   | 5 | 4 | 6 | 10 | 4   | +3  |
| Расмус Сандин      | 7 | 3 | 7 | 10 | 6   | +3  |
| Григорий Денисенко | 7 | 3 | 6 | 9  | 8   | +4  |
| Дилан Козенс       | 7 | 2 | 7 | 9  | 4   | +6  |
| Кристиан Танус     | 7 | 2 | 7 | 9  | 0   | +4  |
| Кален Эддисон      | 7 | 1 | 8 | 9  | 0   | +4  |
| Тревор Зеграс      | 5 | 0 | 9 | 9  | 4   | +6  |

Примечание: И = Количество проведённых игр; Г = Голы; П = Голевые передачи; О = Очки; Штр = Штрафное время; +/− = Плюс-минус
 По данным: IIHF.com

### Лучшие вратари
В списке вратари, сыгравшие не менее 40 % от всего игрового времени их сборной.
| Игрок           | ВП     | ПШ | КН   | %ОБ   | И"0" |
| --------------- | ------ | -- | ---- | ----- | ---- |
| Джоэль Хофер    | 337:42 | 9  | 1.60 | 93.92 | 1    |
| Хуго Альнефельт | 368:19 | 13 | 2.12 | 92.40 | 1    |
| Амир Мифтахов   | 197:50 | 7  | 2.12 | 91.86 | 1    |
| Юстус Аннунен   | 362:01 | 16 | 2.65 | 91.58 | 1    |
| Спенсер Найт    | 241:26 | 10 | 2.49 | 91.30 | 0    |

Примечание: ВП = Время на площадке; ПШ = Пропущено шайб; КН = Коэффициент надёжности; %ОБ = Процент отражённых бросков; И"0" = «Сухие игры»
 По данным: IIHF.com

### Индивидуальные награды
Самый ценный игрок (MVP):
- Алекси Лафреньер

Лучшие игроки:
- Вратарь:  Джоэль Хофер
- Защитник:  Расмус Сандин
- Нападающий:  Алекси Лафреньер

 По данным: IIHF.com
Сборная всех звёзд:
- Вратарь:  Джоэль Хофер
- Защитники:  Расмус Сандин —  Александр Романов
- Нападающие:  Самуэль Фагемо —  Барретт Хэйтон —  Алекси Лафреньер

 По данным: IIHF.com